# Joaquim Rifé
Joaquím Rifé (ur. 4 lutego 1942 w Barcelonie) – piłkarz hiszpański grający na pozycji napastnika, a następnie trener piłkarski.

## Piłkarz
Piłkarską karierę rozpoczął w FC Barcelona, gdzie debiutował dnia 1 listopada 1964 roku, w meczu, w którym przeciwnikiem jego klubu był lokalny rywal - RCD Espanyol. Zdobył także Puchar Króla Hiszpanii w sezonach: 1967/1968 i 1970/1971.
W reprezentacji Hiszpanii debiutował dnia 28 lutego 1968 roku, w meczu przeciwko Szwecji, wygranym przez Hiszpanię 2:1. Strzelił w tym spotkaniu także swojego jedynego gola w reprezentacji.
Karierę zakończył dnia 16 maja 1976 roku, po meczu przeciwko Sportingowi Gijón.

## Trener
Rifé na stanowisku trenera FC Barcelona pracował przez dwa lata - od roku 1979 do 1980. Jego poprzednikiem na tym stanowisku był Lucien Muller, a następcą Helenio Herrera.